# Arrondissement di Roanne
L'arrondissement di Roanne è un arrondissement dipartimentale della Francia situato nel dipartimento delle Loira, nella regione dell'Alvernia-Rodano-Alpi.

## Storia
Fu creato nel 1800, sulla base dei preesistenti distretti.

## Composizione
L'arrondissement è diviso in 113 comuni raggruppati in 6 cantoni, elencati di seguito:
- cantone di Boën-sur-Lignon
- cantone di Charlieu
- cantone di Le Coteau
- cantone di Renaison
- cantone di Roanne-1
- cantone di Roanne-2

| Controllo di autorità | VIAF (EN) 247371545 |